# الحمراء (ردفان)

تعديل مصدري - تعديل

الحمراء هي إحدى قرى عزلة الحبيلين بمديرية ردفان التابعة لمحافظة لحج، بلغ تعداد سكانها 303 نسمة حسب تعداد اليمن لعام 2004.